# Central tèrmica d'Adrall
La Central tèrmica d'Adrall és als afores de la població d'Adrall, en el municipi de Ribera d'Urgellet sobre la riba esquerra del riu Segre. S'hi accedeix des de la carretera C-14. La central constava de tres edificacions principals, a banda dels habitatges per als caps, encarregats i enginyers. Les parts que es conserven dels edificis han estat protegit com a bé cultural d'interès local.
La sala de calderes, de planta quadrada, ocupava 2.500 m² i feia trenta metres d'alçada. La coberta era a doble vessant i presentava tres xemeneies de secció circular que li donaven un perfil característic. Aquest edifici fou desmantellat a finals de la dècada de 1950.
La sala de màquines és l'edifici més alt que es conserva. Estava adossat, i també comunicat, a la banda de ponent de la sala de calderes. L'edifici té planta rectangular, coberta de teula a doble vessant coronada per un lleuger sobrealçat que recorda una estructura basilical. Té grans finestrals en forma d'arc de mig punt. Això juntament amb les bandes verticals que recorren la façana donen a l'immoble un cert aire historicista. La sala de màquines acollia dos grups de turbo-alternadors i els condensadors. La porta principal en la façana occidental presenta impactes de metralla dels bombardejos de la Guerra Civil Espanyola.
L'edifici de control, de forma estreta i allargada, està adossat a la sala de màquines amb la qual està comunicat. L'immoble està dividit en quatre plantes, algunes d'elles encara contenen maquinària.

## Història
La construcció de la central tèrmica a Ribera d'Urgell va començar el 1924 i es va posar en funcionament el 1927. La producció elèctrica es distribuïa cap a Mataró, Igualada i Cornellà de Llobregat. L'any 1928 es construïren noves línies d'alta tensió per tal de poder fer arribar electricitat a Barcelona per a l'Exposició Internacional de 1929.
La central va funcionar continuadament fins al 1934 que pels baixos rendiments que s'obtenien a causa de la mala qualitat del carbó.
La construcció de la central tèrmica va suposar l'arribada de gran quantitat d'immigrants procedents de Múrcia i zones mineres del nord de la península.
La central va tornar a entrar en funcionament en esclatar la Guerra Civil. La mala qualitat del carbó va fer necessari barrejar-hi carbó, malgrat els fum i residus que generava. Va ser bombardejada per l'aviació nacional, l'impacte de la metralla encara es pot veure. Però no va ser greument danyada.
En acabar la Guerra Civil la central es feia funcionar a l'hivern mentre que a l'estiu els treballadors extreien carbó que emmagatzemaven per fer-lo servir posteriorment.
Les mines d'Adrall van tancar el 1949 i la central tèrmica va continuar en funcionament fins al 1952 amb carbó procedent de la part alta del Llobregat.
Entre 1955 i 1960 es va enderrocar l'edifici de calderes. La central va esdevenir una estació d'enllaç de línies d'alta tensió i transformadors. Els xalets dels treballadors van estar habitats fins a la dècada de 1990 i l'any 2004 van ser enderrocats.